# 伯德鎮區 (阿肯色州傑克遜縣)
伯德鎮區（英語：Bird Township）是位於美國阿肯色州傑克遜縣的一個行政鎮區。

## 地方資料
伯德鎮區的面積為235.26平方千米，當中陸地面積為232.86平方千米，而水域面積為2.40平方千米。根據2010年美國人口普查的數據，當地共有人口2102人，而人口密度為每平方千米8.93人。